# Psychodomorpha
Psychodomorpha Hennig, 1960, è un infraordine di insetti dell'ordine dei Ditteri, sottordine Nematoceri. Nell'ambito dei Ditteri inferiori, questo raggruppamento ha un inquadramento sistematico ancora controverso a causa della difficoltà di individuazione di criteri univoci nell'analisi filogenetica, comprendendo forme che si avvicinano, per alcuni caratteri, ai Nematoceri più primitivi e, per altri, ai Nematoceri più evoluti e agli stessi Brachiceri.

## Controversie sull'inquadramento tassonomico
Caratterizzato da una morfologia eterogenea, la suddivisione tassonomica di questo infraordine è incerta e tuttora in piena evoluzione, con inquadramenti controversi in merito ad alcuni gruppi sistematici, con particolare riferimento alla superfamiglia Anisopodoidea. La ragione di questa incertezza risiede nel carattere parafiletico di questo raggruppamento e nella complessità dei criteri su cui basare l'analisi filogenetica. I principali lavori che concernono la classificazione e la filogenesi dei Ditteri inferiori (Nematoceri), prodotti dagli anni settanta ad oggi, divergono anche sostanzialmente sia nell'inquadramento tassonomico e filogenetico dei Psychodomorpha, sia nella suddivisione interna.
Secondo HENNIG (1968, 1973) i Psychodomorpha si inquadravano come il ramo primitivo dei cosiddetti Oligoneura e correlato filogeneticamente al ramo Culicomorpha + Bibionomorpha + Brachycera. Il raggruppamento sensu Hennig comprendeva, oltre gli Psychodidae sensu lato, anche diverse famiglie primitive (estinte nel Mesozoico o ancora esistenti) che la maggior parte degli Autori, oggi, includono in altri taxa, come i Tanyderidae (Ptychopteromorpha) o l'attuale infraordine dei Blephariceromorpha. Ne erano invece escluse famiglie come i Perissommatidae, gli Scatopsidae e gli Anisopodidae, correlate agli attuali Bibionomorpha.
ROHDENDORF et al. (1974) basarono la suddivisione tassonomica su particolari criteri evoluzionistici e morfologici che non contemplavano l'esistenza dell'infraordine dei Psychodomorpha: nei Tipulomorpha inclusero i nematoceri che fanno sostanzialmente capo alle famiglie degli Psychodidae e dei Perissommatidae. Nei Bibionomorpha inserirono invece i nematoceri che fanno capo alle famiglie Anisopodidae e Scatopsidae.
STEYSKAL (1974) riprende sostanzialmente l'inquadramento su base filogenetica proposto da HENNIG, inquadrando però gli Psychodomorpha come ramo filogenetico collaterale a quello dei Blephariceromorpha. Questo taxon, comprendeva gli Psychodidae sensu lato e i Tipulomorfi della famiglia Tanyderidae, mentre ne erano escluse tutte le altre famiglie incluse fra i Bibionomorpha.
I lavori più recenti, i più significativi dei quali fanno capo a WOOD & BORKENT (1989), OOSTERBROEK & COURTNEY (1995), YEATES & WIEGMANN (1999, 2005), confermano il carattere parafiletico dei Psychodomorpha, ma prendendo in esame differenti criteri nell'analisi filogenetica, divergono negli inquadramenti tassonomici e sulla collocazione nell'albero cladistico. Tali divergenze portano, di fatto, ad interpretazioni differenti, di cui si è detto in principio, nei diversi tentativi di riordino sistematico che si sono susseguiti dopo il 2005 e che fanno capo ai più attivi ditterologi.
In particolare è controversa la posizione della superfamiglia degli Anisopodoidea, secondo alcuni Autori da includere fra i Bibionomorpha, secondo altri da includere fra gli Psychodomorpha e, secondo altri, da collocare in un nuovo infraordine basato su una correlazione filogenetica con i Brachiceri. Più condiviso è invece l'inquadramento dei Perissommatidae e degli Scatopsidae nell'ambito degli Psychodomorpha, che negli anni settanta erano strettamente associati ai Bibionomorpha sensu stricto. Altre divergenze, infine, riguardano la suddivisione della famiglia degli Anisopodidae che, secondo AMORIM & GRIMALDI (2006) andrebbe scorporata in più famiglie non riconosciute, comunque, in altri lavori.

## Aspetti morfologici
Sotto l'aspetto morfologico, è da sottolineare la sostanziale eterogeneità in merito a due caratteri. La presenza o meno degli ocelli e la semplificazione più o meno marcata della nervatura alare, avvicina alcune famiglie, rispettivamente, ai Bibionomorfi da un lato e ai Tipulomorfi e ai Culicomorfi da un altro.

## Sistematica
A prescindere dal grado di incertezza ancora diffuso sulla suddivisione tassonomica degli Psychodomorpha, in questa sede si adotta l'interpretazione che include gli Anisopodoidea fra gli Psychodomorpha, secondo il seguente albero tassonomico:
- Infraordine Psychodomorpha
  - Superfamiglia Anisopodoidea
    - Famiglia Anisopodidae sensu lato[10]

  - Superfamiglia Psychodoidea
    - Famiglia Psychodidae

  - Superfamiglia Scatopsoidea
    - Famiglia Canthyloscelidae sensu lato[11]
    - Famiglia Perissommatidae
    - Famiglia Scatopsidae